# Saint-Privat-d'Allier
Saint-Privat-d'Allier är en kommun i departementet Haute-Loire i regionen Auvergne-Rhône-Alpes i centrala Frankrike. Kommunen ligger i kantonen Loudes som tillhör arrondissementet Le Puy-en-Velay. År 2022 hade Saint-Privat-d'Allier 397 invånare.

## Befolkningsutveckling
Antalet invånare i kommunen Saint-Privat-d'Allier
| Referens: INSEE |